# Amerykańska Galeria Sławy Łyżwiarstwa Figurowego
Amerykańska Galeria Sławy Łyżwiarstwa Figurowego (ang. United States Figure Skating Hall of Fame) – galeria sławy łyżwiarstwa figurowego w której uhonorowani zostali wybitni przedstawiciele (zawodnicy, trenerzy, działacze) tej dyscypliny w Stanach Zjednoczonych. Podobnie jak Światowa Galeria Sławy Łyżwiarstwa Figurowego zaczęła być prowadzona w 1976 roku przez Światowe Muzeum Łyżwiarstwa Figurowego i Galerii Sławy (ang. World Figure Skating Museum and Hall of Fame) w Colorado Springs w Stanach Zjednoczonych.

## Członkowie Amerykańskiej Galerii Sławy Łyżwiarstwa Figurowego

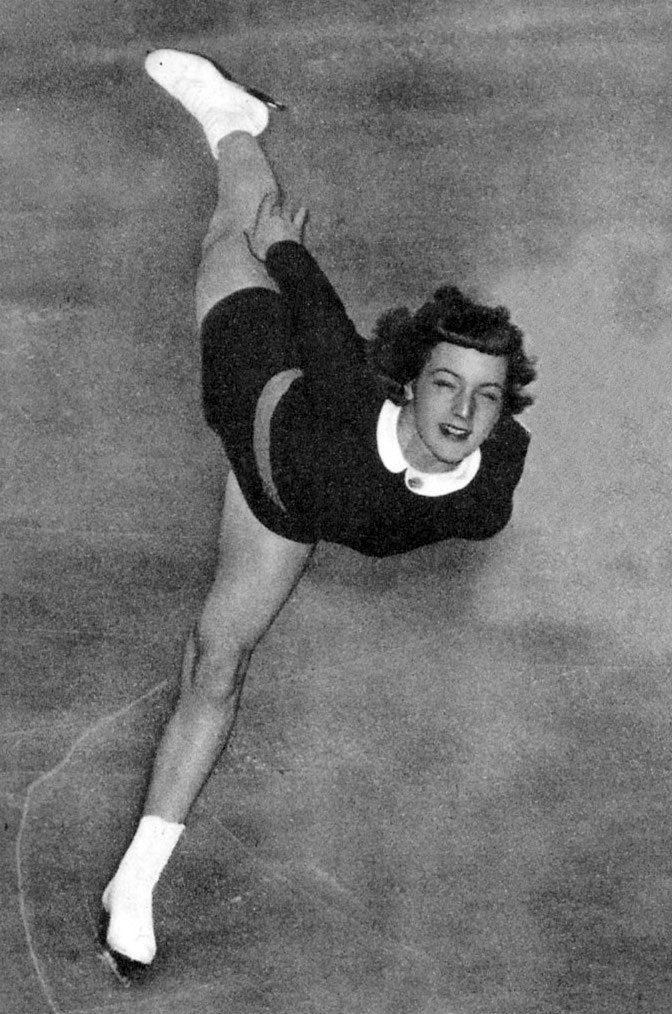
Tenley Albright – 1976

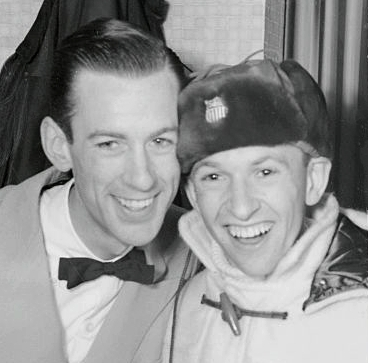
Hayes Alan Jenkins i David Jenkins – 1976

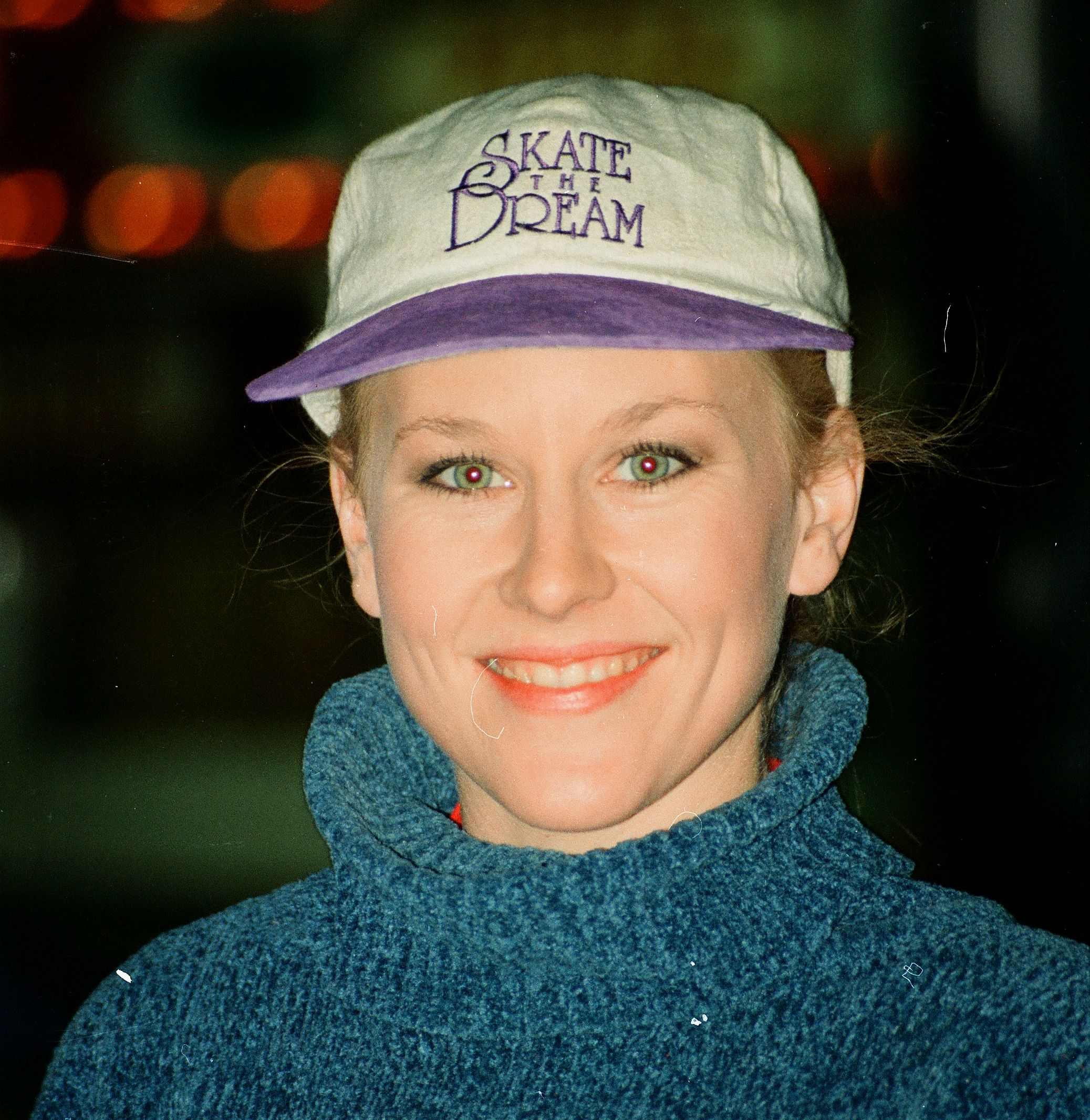
Rosalynn Sumners – 2001

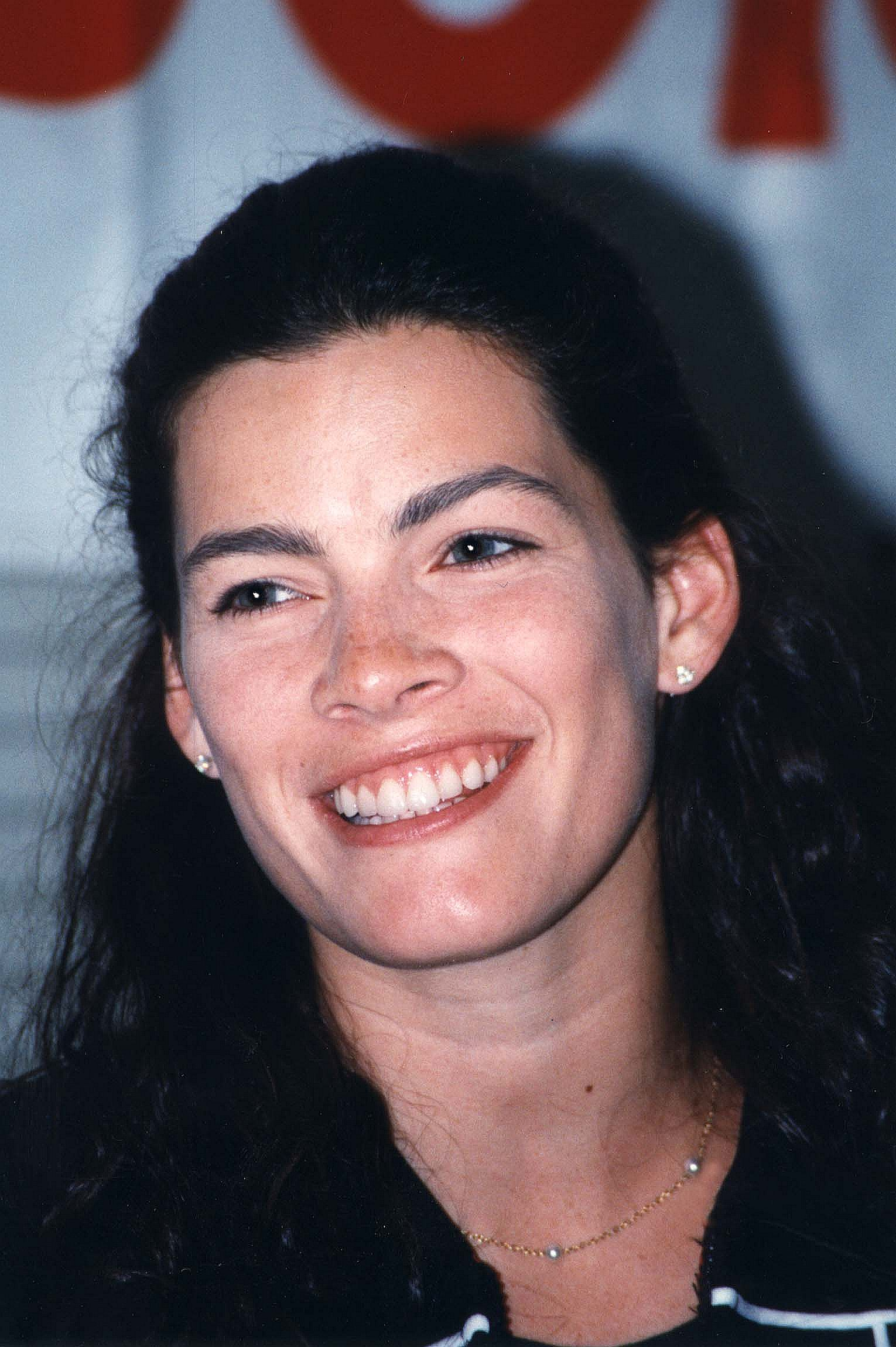
Nancy Kerrigan – 2004

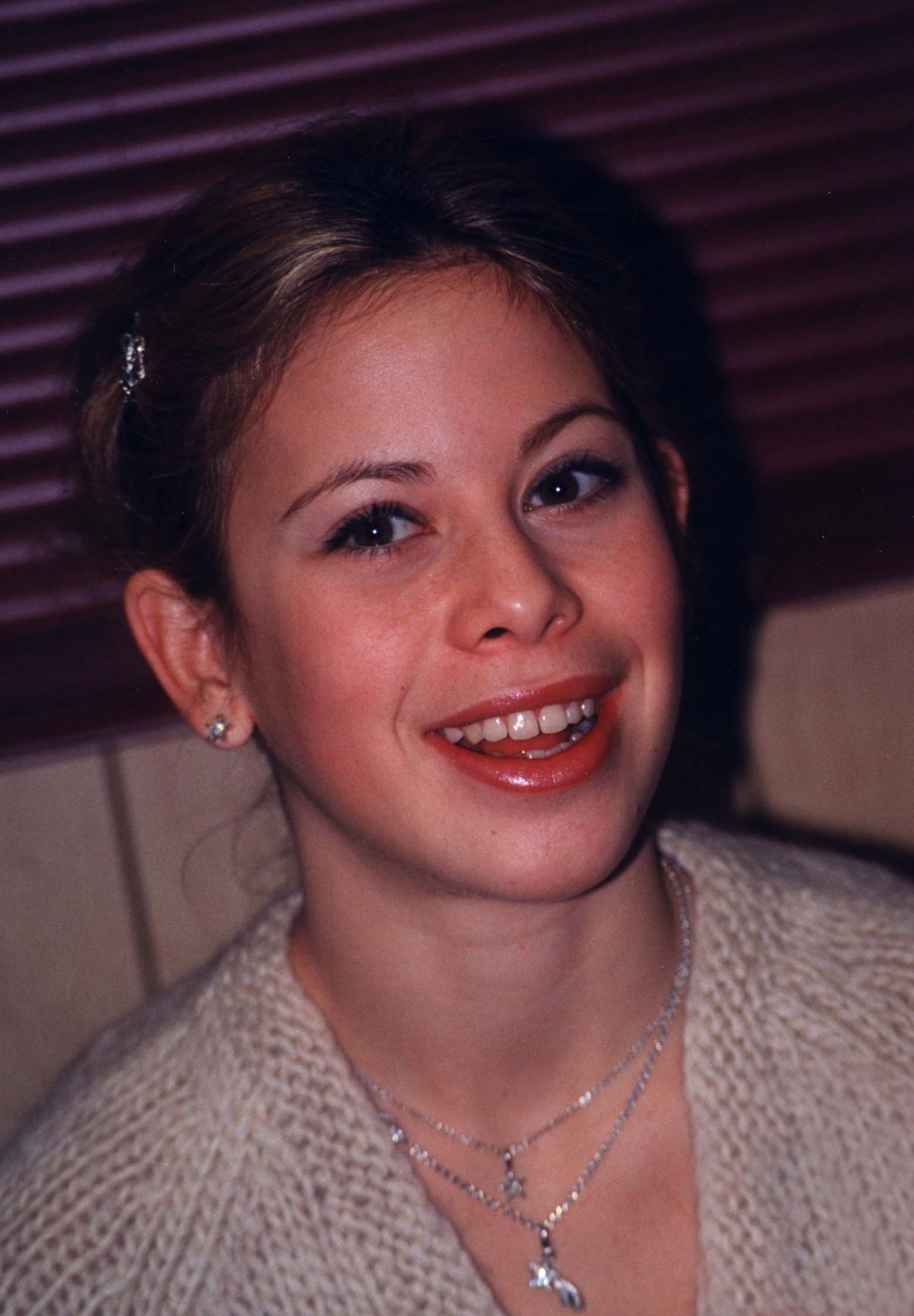
Tara Lipinski – 2006

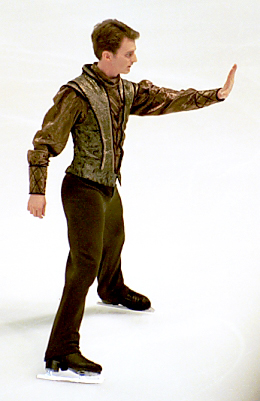
Todd Eldredge – 2008

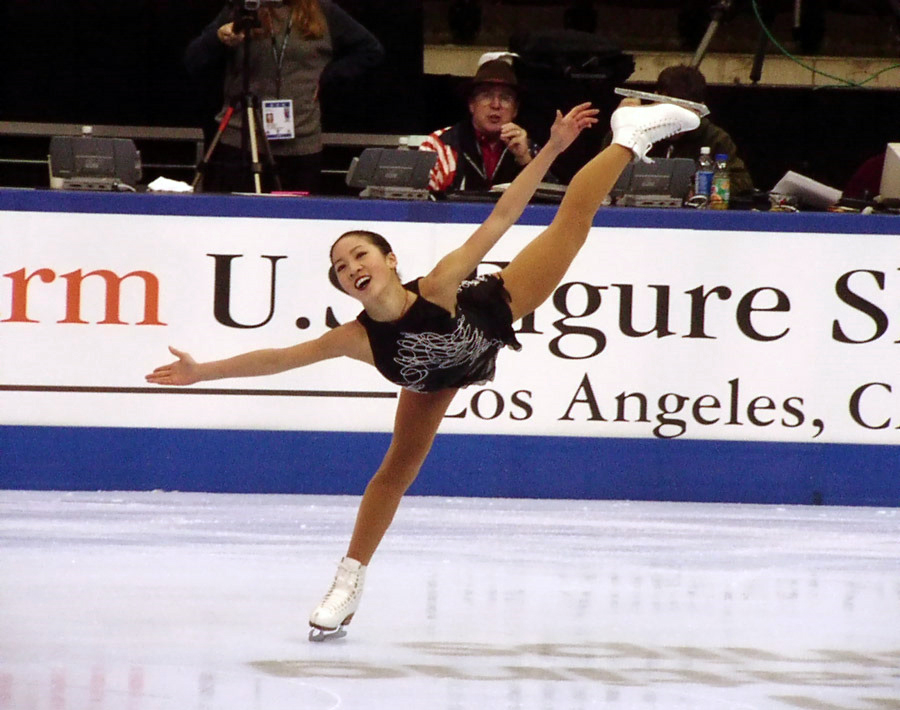
Michelle Kwan – 2012

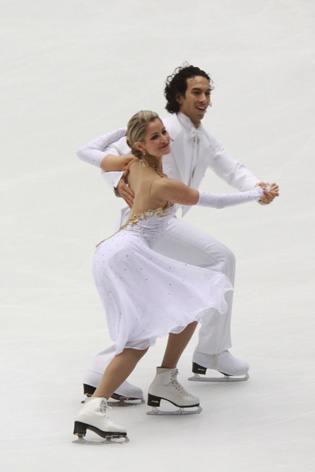
Tanith Belbin / Benjamin Agosto – 2016

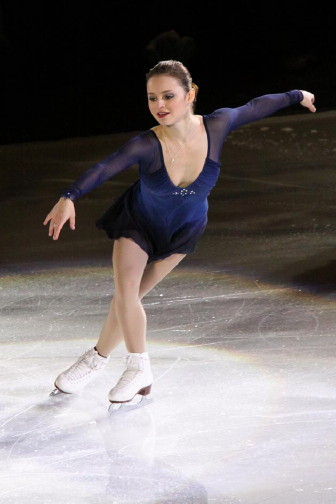
Sasha Cohen – 2016

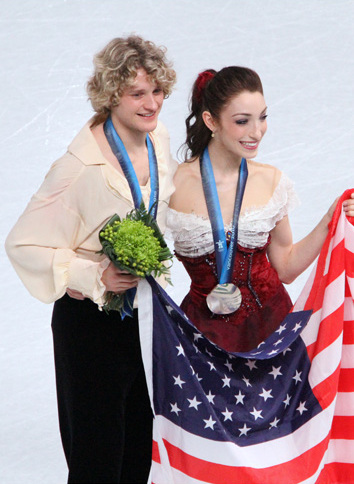
Meryl Davis / Charlie White – 2020

| Rok nadania członkostwa | Imię i nazwisko |
| ----------------------- | --- |
| 1976                    | Tenley Albright Sherwin Badger Theresa Weld Blanchard Irving Brokaw Richard Button Peggy Fleming Jackson Haines Carol Heiss David Jenkins Hayes Alan Jenkins Oscar Johnson Howard Nicholson Maribel Vinson-Owen Eddie Shipstad A. Winsor Weld |
| 1977                    | Henry M. Beatty Beatrix Loughran Heaton R. Robertson |
| 1978                    | Nathaniel W. Niles |
| 1981                    | Harold Hartshorne William O. Hickok IV |
| 1983                    | George H. Browne Eugene Turner |
| 1986                    | F. Ritter Shumway |
| 1990                    | Scott Hamilton |
| 1991                    | Tai Babilonia / Randy Gardner James Grogan Dorothy Hamill Karol Kennedy / Peter Kennedy Ardelle Sanderson Judy Schwomeyer / James Sladky Charles Tickner Lois Warin / Michael McGean William Thayer Tutt Yvonne Sherman Tutt |
| 1993                    | Richard Dwyer Linda Fratianne Harry N. Keighley Nancy Ludington Graham / Ronald Ludington John Nicks Colleen O’Connor / Jim Millns Walter S. Powell Ronnie Robertson Tim Wood |
| 1994                    | Carlo Fassi Janet Lynn JoJo Starbuck / Kenneth Shelley Roger F. Turner Maribel Vinson-Owen / George Hill |
| 1995                    | Cynthia Kauffman Marshall / Ronald Kauffman Robin Lee Roy Shipstad |
| 1996                    | Judy Blumberg / Michael Seibert Brian Boitano Frank Carroll Joseph L. Serafine Jane Vaughn Sullivan |
| 1997                    | Andree Anderson / Donald Jacoby Joan Tozzer Cave Mabel Fairbanks Frederick LeFevre Barbara Roles Williams Benjamin Wright |
| 1998                    | Tom Collins Oscar Iobst EvyScotvold / Mary Scotvold Kristi Yamaguchi |
| 1999                    | Caitlin Carruthers / Peter Carruthers John Misha Petkevich |
| 2000                    | Scott Ethan Allen Gretchen Merrill Debi Thomas Frank Zamboni |
| 2001                    | Gary Visconti Rosalynn Sumners Don Laws Arthur Vaughn |
| 2002                    | Elizabeth Punsalan / Jerod Swallow Jill Trenary Slavka Kohout Button Margaretta Drake |
| 2003                    | Skippy Baxter Chuck Foster Doug Wilson Elaine Zayak |
| 2004                    | Jill Watson / Peter Oppegard Norma Sahlin / Wally Sahlin Hugh C. Graham Jr. Nancy Kerrigan |
| 2005                    | Mary Louise Wright Catherine Machado |
| 2006                    | Tara Lipinski |
| 2007                    | Charles M. Schulz Paul Wylie Janet Gerhauser Carpenter |
| 2008                    | Charles DeMore Todd Eldredge |
| 2009                    | Sonya Klopfer Dunfield Nancy Meiss Marjorie Parker Smith / Joseph Savage Vera Wang |
| 2010                    | Sarah Hughes Jenni Meno / Todd Sand Robert Turk |
| 2011                    | Ofiary katastrofy lotu Sabena 548 w drodze na mistrzostwa świata 1961 (w 50. rocznicę katastrofy): - łyżwiarze: Gregory Kelley Bradley Lord Rhode Michelson Stephanie Westerfeld Doug Ramsay Laurence Owen Maribel Owen / Dudley Richards Ila Ray Hadley / Ray Hadley Jr. Laurie Hickox / Bill Hickox Patricia Dineen / Robert Dineen Dona Lee Carrier / Roger Campbell Diane Sherbloom / Larry Pierce - trenerzy: Maribel Vinson Bill Kipp Danny Ryan Edi Scholdan Bill Swallender Linda Hadley - oficjele: Harold Hartshorne Eddie LeMaire Deane McMinn Walter S. Powell - członkowie rodzin: Ann Campbell Louise Hartshorne Richard „Dickie” LeMaire Jimmy Scholdan Sharon Westerfeld Nathalie Kelley |
| 2012                    | Michelle Kwan |
| 2013                    | Rudy Galindo Lori Nichol |
| 2014                    | Albert Beard Lynn Benson Terry Kubicka |
| 2015                    | Anne Gerli Ricki Harris David Santee |
| 2016                    | Tanith Belbin / Benjamin Agosto Sasha Cohen Gustave Lussi Evan Lysacek |
| 2017                    | Peter Burrows |
| 2018                    | Claire Ferguson Kyoko Ina / John Zimmerman Sarah Kawahara Michael Weiss |
| 2019                    | Carol Fox / Richard Dalley Timothy Goebel Julie Lynn Holmes |
| 2020                    | Meryl Davis / Charlie White Kimmie Meissner Kathy Casey |